# Solignac
 Solignac  (en occitano Solenhac) es una población y comuna francesa, situada en la región de Lemosín, departamento de Alto Vienne, en el distrito de Limoges y cantón de Limoges-Condat.
Se encuentra en la Via Lemovicensis del Camino de Santiago.

## Demografía
| 1158 | 1060 | 1121 | 1244 | 1345 | 1367 | 1497 |
| Para los censos de 1962 a 1999 la población legal corresponde a la población sin duplicidades (Fuente: INSEE [Consultar]) |      |      |      |      |      |      |